# Tim Exile
Pour les articles homonymes, voir Exile.
Tim Exile (ou Exile) est le nom de scène de Tim Shaw, un producteur et interprète de musique électronique des genres drum and bass, IDM, breakcore et gabber.

## Histoire
Violoniste de formation classique, il se familiarise avec la musique électronique dès l'âge de 16 ans, et sort son premier disque de drum and bass en 1999. Dans les années qui suivent, il s'associe le plus souvent à Moving Shadow imprint, ainsi qu'au Beta Recordings de John B, rencontré à l'Université de Durham.
Après avoir obtenu son diplôme de philosophie, il entreprit une maîtrise en arts de composition électroacoustique à Durham. Son style drum and bass devint de plus en plus expérimental et son premier album (Pro Agonist, 2005) sort sous le label Planet Mu de Mike Paradinas, plus généralement associé à la scène IDM.
Insatisfait des possibilités conventionnelles de l'activité de DJ, Exile a programmé ses propres instruments (utilisant d'abord Pure Data, mais rencontrant des problèmes, il changea pour Reaktor) afin de permettre des représentations improvisées, ce qui le mena à travailler pour Native Instruments.

## Discographie
- Pro Agonist (Planet Mu, 2005)
- Tim Exile's Nuisance Gabbaret Lounge (Planet Mu, 2006)
- Listening Tree (WARP, 2009)